# Muzeum i Ośrodek Kultury Białoruskiej w Hajnówce
Muzeum i Ośrodek Kultury Białoruskiej w Hajnówce – jedna z najstarszych organizacji białoruskiej mniejszości narodowej w Polsce, leżąca w województwie podlaskim z siedzibą w Hajnówce. Od początku funkcjonuje jako stowarzyszenie. Zrzesza kilkadziesiąt członków oraz wolontariuszy. Jest wizytówką miasta Hajnówka, regionu i całego Podlasia. Muzeum odwiedza rocznie kilkanaście tysięcy turystów z kraju i zagranicy. Muzeum zajmuje więcej niż 2700 m² przestrzeni na ponad hektarowej działce w centrum miasta.

## Historia
Instytucja działa jako niezależna organizacja pozarządowa od 1984 r. Powstała z inicjatywy działaczy białoruskiej mniejszości narodowej w Polsce.
Pomysł utworzenia muzeum białoruskiego w Polsce pojawił się wśród najaktywniejszych działaczy białoruskiego środowiska w Polsce już w latach 50. XX wieku, którzy skupieni byli wówczas w jedynej w tamtych czasach organizacji białoruskiej w Polsce – Białoruskim Towarzystwie Społeczno - Kulturalnym. Poprzez stworzenie muzeum chciano zachować elementy dawnej kultury ludowej Białorusinów, która w wyniku postępujących przemian odchodziła powoli w zapomnienie. Mieszkańcy Podlasia chętnie oddawali na rzecz przyszłego muzeum nieużywane już gospodarskie przedmioty, jak żarna, krosna, drewniane brony, ręczniki ludowe.
Pierwsze muzeum białoruskie powstało w Białowieży w 1966 roku i funkcjonowało do 1973 roku, jako Regionalne Białoruskie Muzeum Etnograficzne w Białowieży. Znajdowało się w nim około tysiąca eksponatów. Eksponaty ze zlikwidowanego na skutek polityki ówczesnego Państwa muzeum trafiły min. do Muzeum Rolnictwa w Ciechanowcu.
Temat ponownego stworzenia muzeum białoruskiego pojawił się na początku lat 80. XX wieku, okazja do utworzenia takiego muzeum nadarzyła się w Hajnówce, kiedy to w centrum miasta zamknięto jedną z hal tartacznych hajnowskich zakładów drzewnych. Wówczas działacze lokalnego środowiska białoruskiego ze śp. Konstantym Mojsienią na czele rozpoczęli starania o uzyskanie tego miejsca na utworzenie w nim przyszłego muzeum białoruskiego. Udało się w 1983 roku. Koordynatorem i głównym budowniczym był Konstanty Mojsienia, dzięki którego staraniom rozpoczęto i doprowadzono do finiszu wszystkie prace związane z powstaniem placówki. Inicjatywę budowy muzeum wsparły białoruskie diaspory z Australii, Anglii, Hiszpanii, Belgii, RFN, Watykanu, Kanady, Stanów Zjednoczonych. Lokalne środowisko białoruskie podjęło się natomiast trudu pracy przy budowie, jak również pozyskiwania eksponatów i środków finansowych. Wsparcie okazały również rządy państwa Polskiego i Białorusi.
W 1984 roku zarejestrowano stowarzyszenie w KRS i powołano Społeczny Komitet Budowy Muzeum Białoruskiego w Hajnówce. Budowa była podzielona na etapy i przeciągała się latami, trwała prawie 20 lat. Obiekt w całości oddano do użytku dopiero na początku XXI wieku. Od tamtej pory prężnie działa na rzecz zachowania, rozwoju i kreowania białoruskiej kultury, sztuki, języka, tradycji.
20 lat trwała budowa (1984–2003), a przez ostatnie 20 lat stowarzyszenie prężnie działa.

## Muzeum
Muzeum jest jedynym ośrodkiem prezentującym zarówno bogactwo kulturowe, historię i tradycję Podlasia zamieszkałego przez białoruską mniejszość narodową, jak również współczesną białoruską sztukę w Polsce. Zbiory Muzeum i Ośrodka Kultury Białoruskiej w Hajnówce gromadzone są w dwóch zasadniczych działach, a mianowicie: etnograficznym oraz historyczno-artystycznym. Muzealia dokumentują kulturę materialną Białorusinów Podlasia z XIX/XX w., głównie z Białostocczyzny. Zgromadzone eksponaty stanowiły wyposażenie budynków mieszkalnych i gospodarskich. Zbiory etnograficzne Muzeum liczą ponad tysiąc eksponatów, z czego kilkaset jest eksponowanych na wystawach stałych. Wyeksponowane zostały tylko najważniejsze i najciekawsze zabytki znajdujące się w Muzeum.

### 1. Wystawy stałe
- „Białoruska zagroda” – wystawa etnograficzna z elementami multimedialnymi pokazuje typową wiejską zagrodę gospodarską Białorusinów Podlasia. Ekspozycja jest symbolicznym odwzorowaniem zagrody i przestrzeni wiejskiej – można zobaczyć tu wiejską chatę, stodołę, spichlerz. Na wystawie tej znajdziemy narzędzia rolnicze używane w wiejskim gospodarstwie na Białostocczyźnie w XIX / XX wieku. Modernizację wystawy zrealizowano w 2016 r. dzięki dotacji MSWiA, Urzędu Marszałkowskiego Województwa Podlaskiego oraz Ambasady Republiki Białoruś.

- „Białoruski kalendarz” – wystawa etnograficzna z elementami multimedialnymi poświęcona życiu i pracy na wsi Białorusinów Podlasia, ukazana w cyklu rocznym. Sala skomponowana została zgodnie z kalendarzem agrarnym podlaskich Białorusinów, ekspozycja została zaaranżowana tak, by w dwunastu podcieniach pokazać wybrane, ważniejsze prace w gospodarstwie podzielone na poszczególne pory roku. Modernizację wystawy zrealizowano w 2016 r. dzięki dotacji MSWiA, Urzędu Marszałkowskiego Województwa Podlaskiego oraz Ambasady Republiki Białoruś.

- „RZEMIOSŁO na białoruskiej wsi Podlasia” – multimedialna wystawa etnograficzna pokazuje tradycyjne rzemiosła, niegdyś powszechne, takie jak: kowalstwo, kołodziejstwo, bednarstwo, stolarstwo, „rybałka” - rybołówstwo, czy tkactwo. Wystawę tę zrealizowano dzięki dotacji MAiC, Urzędu Marszałkowskiego Województwa Podlaskiego oraz Ambasady Republiki Białoruś, udostępniona zwiedzającym od 2012.

### 2. Wystawy czasowe
W Muzeum i Ośrodku Kultury Białoruskiej w Hajnówce odbywa się większość wystaw artystycznych organizowanych w Hajnówce. Wystawy organizowane są z szerokiego spektrum sztuki, jak malarstwo, grafika, fotografia, rzeźba, instalacje przestrzenne. Wystawiają się zarówno twórcy lokalni, jak też artyści z Polski i zagranicy, profesjonaliści, jak i amatorzy. Prezentowani są w dwóch galeriach oraz trzech przestronnych holach dostosowanych do prezentacji sztuki.
Muzeum realizuje od 2011 roku autorski projekt „Białoruski Alfabet Sztuki” eksponuje, gromadzi oraz popularyzuje wiedzę o współczesnej białoruskiej sztuce i białoruskich artystach. W ramach tego projektu wydawane są katalogi artystów, które trafiają do wydanego segregatora „Słownika białoruskich artystów”. Słownik znajduje się w największych ośrodkach uniwersyteckich w Polsce oraz większości bibliotek w woj. Podlaskim. Wydano już 2 części słownika zawierające katalogi 40 artystów.

## Działalność
Muzeum na przestrzeni roku organizuje szereg przedsięwzięć kulturalnych oscylujących wokół kultury białoruskiej – skierowanych do szerokiego grona odbiorców, są to min. :
1.  Ogólnopolski konkurs fotograficzny „Podlasie w obiektywie” im. W. Wołkowa organizowany od 2005 r. Konkurs odbywa się pod patronatem honorowym Marszałka Województwa Podlaskiego oraz  Burmistrza Miasta Hajnówka. Cieszy się ogromnym zainteresowaniem. Do tej pory zgłosiło się około 1300 uczestników nadsyłając ok. cztery tysiące prac uczestników z Polski i Białorusi. Konkurs pokazuje jak cudownym zakątkiem, nie tylko w skali naszego kraju, jest nasze Podlasie, z którego jesteśmy dumni. Nadsyłane prace prezentują najciekawsze miejsca, najpiękniejsze, najbardziej tajemnicze, pokazują jak różne może być Podlasie, pokazują z pewnością, że trzeba tę krainę odwiedzić i spędzić tu cudowne chwile. Uczestnicy konkursu są pewnego rodzaju ambasadorami naszej Małej Ojczyzny w świecie.
Konkurs został uznany przez śp. Wiktora Wołkowa za najlepszy konkurs fotograficzny na temat Podlasia i jeden z najlepszych w kraju. Konkurs, którego był jurorem, był niezwykle ceniony przez niego i stąd pojawił się pomysł ze strony przyjaciół p. Wołkowa – Bożeny i Jana Walencików by konkursowi nadać imię Wiktora Wołkowa.
„Podlasie w obiektywie” jest promocją miasta Hajnówka, regionu Puszczy Białowieskiej, oraz całego Podlasia. Przeważające tematy nadsyłanych prac pokazują nasze dziedzictwo kulturowe, z jego architekturą, przyrodą, wielokulturowością. Organizatorzy starają się by w gronie jury zasiadały osoby kompetentne, zajmujące się zawodowo fotografią. Do tej pory w komisji zasiadali min.: Wiktor Wołkow, Bożena Walencik, Jan Walencik, Tomasz Kłosowski, Michał Kość, Tadeusz Żaczek, Marek Dolecki, Piotr Nesterowicz, Jarosław Chyra, Robert Nofikow, Paweł Grześ. W 2019 roku został wydany jubileuszowy album „Podlasie w obiektywie” będący zwieńczeniem 15. lat trwania konkursu.
2. konkurs plastyczny „Я нарадзіўся тут -Tu się urodziłem”, poświęcony historii i kulturze Podlasia oraz zamieszkujących go od wieków mniejszości narodowych i etnicznych. Celem konkursu jest pielęgnowanie patriotyzmu lokalnego, kształtowanie tożsamości oraz upowszechnianie dziecięcej twórczości. Konkurs organizowany jest po raz piąty, cieszy się ogromnym zainteresowaniem dzieci i młodzieży z województwa podlaskiego. Organizowany jest od 2019 r.
3. festyny z cyklu „I tam żywuć ludzi”. Projekt obejmuje organizację cyklu białoruskich festynów w małych miejscowościach wschodniej Białostocczyzny. Celem projektu jest chęć dotarcia z różnymi formami dziedzictwa kulturowego społeczności białoruskiej do mieszkańców małych wsi i miasteczek, których mieszkańcy to dziś głównie emeryci i renciści. Festyny realizowane są od 2009 r. to w sumie ok. 100 festynów w małych wsiach Podlasia. Zadanie odbywa się dzięki dotacji MSWiA  oraz UMWP.
4. Koncerty rockowe - Cykl białorusko-polskich koncertów rockowych pn. „MUZYKA BEZ ZASTRZEŻEŃ”. Koncerty odbywają się od jesieni 2004 r. Występują podczas nich zespoły z Polski i Białorusi. Także wśród widzów są zarówno Polacy, jak i Białorusini, dla których muzyka rockowa jest ważna, a język, w jakim jest wykonywana, nie budzi zastrzeżeń. Koncerty od wielu lat organizowane są pod patronatem kampanii społecznej „Muzyka Przeciwko Rasizmowi” Stowarzyszenia „Nigdy Więcej”. Inicjatywa ta przyczynia się do rozwoju białoruskiej młodzieżowej sceny muzycznej w Polsce, kruszy stereotypy międzykulturowe, przyczynia się do integracji młodzieży polsko-białoruskiej. Zadanie odbywa się dzięki dotacji MSWiA  oraz UMWP.
5. „Przygraniczny Alians Etniczny” czyli przymierze etniczno-kulturowe na pograniczu polsko- białoruskim. Wszystkie działania projektu odbywają się w Muzeum i Ośrodku Kultury Białoruskiej w Hajnówce w myśl tej idei. Prowadzone są działania integrujące przede wszystkim młodzież, ale również dorosłych i dzieci wywodzące się ze środowiska białoruskiego z osobami spoza mniejszości. Wszystkie zadania oscylują wokół białoruskiej kultury i sztuki. Prowadzone są warsztaty oraz zajęcia prezentujące poszczególne dziedziny sztuki białoruskiej mniejszości narodowej, zarówno tradycyjne, jak i współczesne. Młodzież lokalna, polsko- białoruska poprzez warsztaty uczy się tolerancji i poszanowania odrębności a przede wszystkim poznaje różne dziedziny sztuki: etnografię, plastykę, fotografię a także muzykę i elementy teatru, kabaretu. Zadanie odbywa się dzięki dotacji MSWiA  oraz Urzędu Miasta Hajnówka.
6. Plener malarsko-rzeźbiarski „Moja Mała Ojczyzna” organizowany od 2019 roku, w którym biorą udział artyści zarówno amatorzy jak i profesjonaliści z Podlasia, Polski oraz Białorusi. Wystawa plenerowa prezentowana jest ok. rok w galerii i przestrzeniach Muzeum.
7. Biblioteka literatury białoruskiej. Biblioteka oprócz działalności muzealnej jest jednym z najważniejszych punktów w naszym Stowarzyszeniu. Jest to bodaj największa biblioteka literatury białoruskiej w Polsce, księgozbiór liczy ponad 12 tys. woluminów. Korzysta z niego przede wszystkim młodzież ucząca się języka białoruskiego w województwie podlaskim (Hajnówka, Białystok, Bielsk Podlaski), ale i młodzież z całej Polski ( Warszawa, Lublin, Wrocław). Biblioteka oprócz białoruskiej literatury pięknej, literatury dziecięcej, w swych zbiorach ma też pozycje historyczne, geograficzne, etnograficzne, religijne, książki związane ze sztuka białoruską i inne. Poza księgozbiorem i czytelnią gromadzone są również archiwalne dokumenty, czasopisma, zdjęcia, filmy dokumentalne twórców z Białorusi a traktujące o białoruskiej mniejszości w Polsce, obrzędach, zwyczajach i tradycjach. Dzięki gromadzonym archiwaliom biblioteka jest ważnym miejscem odwiedzanym przez badaczy literatury białoruskiej. Posiada m.in. unikatowe archiwum Mikołaja Hajduka. Realizowany jest autorski cykl spotkań w ramach cyklu „Cyrylicą pisane”. Gośćmi spotkań są pisarze, poeci białoruscy, wydawcy.).